# 李白烈士故居
李白烈士故居是中国上海的一处历史建筑，位于中国上海市虹口区黄渡路107弄亚细亚里15号。

## 历史
建于1935年。李白（1910-1949年）是一名自1937年起长期潜伏在上海的中共地下党报务员，从事地下电台工作。1947年迁入该址，住在北屋三楼三间，计27平方米。1948年12月29日在此发报时被捕，1949年5月7日上海政权易手前夕被杀。电影《永不消逝的电波》即以其为原型拍摄。
1985年11月13日，李白烈士故居被列为上海市文物保护单位。